# Sören Olofsson
Sören Olofsson, född 1947 i Södertälje, är en svensk direktör inom hälso- och sjukvården. 
Under 1970- och 1980-talen var Sören Olofsson verksam inom läkemedelsindustrin. Han var sjukhusdirektör för Nacka sjukhus under åren 1991-1993, S:t Görans sjukhus i Stockholm mellan 1993 och 1995, och Huddinge universitetssjukhus mellan 1995 och 1997. Därefter arbetade han som konsult på Grufman & Reje AB. Åren 2002-2006 var han landstingsdirektör i Stockholms läns landsting. Mellan 2007 och 2011 var han regiondirektör i Region Skåne.
Sören Olofsson var under sin tid i Stockholms läns landsting ordförande i den nationella beställarorganisationen för samordning av arbetet med den nationella IT-strategin för hälso- och sjukvården.. 
Sören Olofsson har som landstings- och regiondirektör bland annat arbetat med den omdiskuterade omstruktureringen av den svenska högspecialiserade vården inom de svenska universitetssjukhusen, dels sammanslagningen år 2004 av Karolinska sjukhuset och Huddinge universitetssjukhus, dels sammanslagningen år 2010 av Universitetssjukhuset i Lund och Universitetssjukhuset MAS.
Olofsson avgick som landstingsdirektör i Stockholm i samband med att den politiska landstingsledningen ville skapa en mer decentraliserad ledningsorganisation för landstinget.. 